# Trinidad de Copán
Trinidad de Copán (uit het Spaans: Trinidad="Drie-eenheid") is een gemeente (gemeentecode 0422) in het departement Copán in Honduras.
Het dorp is gesticht in 1622 met de naam El Copante. In 1836 werd een deel van het land in ejido's verdeeld. Op een heuvel met de naam El Porvenir vonden de inwoners een glimmend voorwerp dat een beeld van de Drie-eenheid bleek te zijn. Daarom noemden ze de gemeente Trinidad.
In 1928 is er onder anderen door de toenmalige burgemeester Rosendo Fajardo campagne gevoerd om een spoorlijn aan te leggen om bananen te kunnen exporteren. Deze is er echter niet gekomen.
Het dorp ligt in een gebied met veel reliëf, aan de Carretera del Occidente, de weg die van San Pedro Sula naar Guatemala en El Salvador leidt.

## Bevolking
De bevolking is als volgt verdeeld:
| Vrouwen | 3502 | 49,2% |
| Mannen  | 3620 | 50,8% |